# Renzo Pini

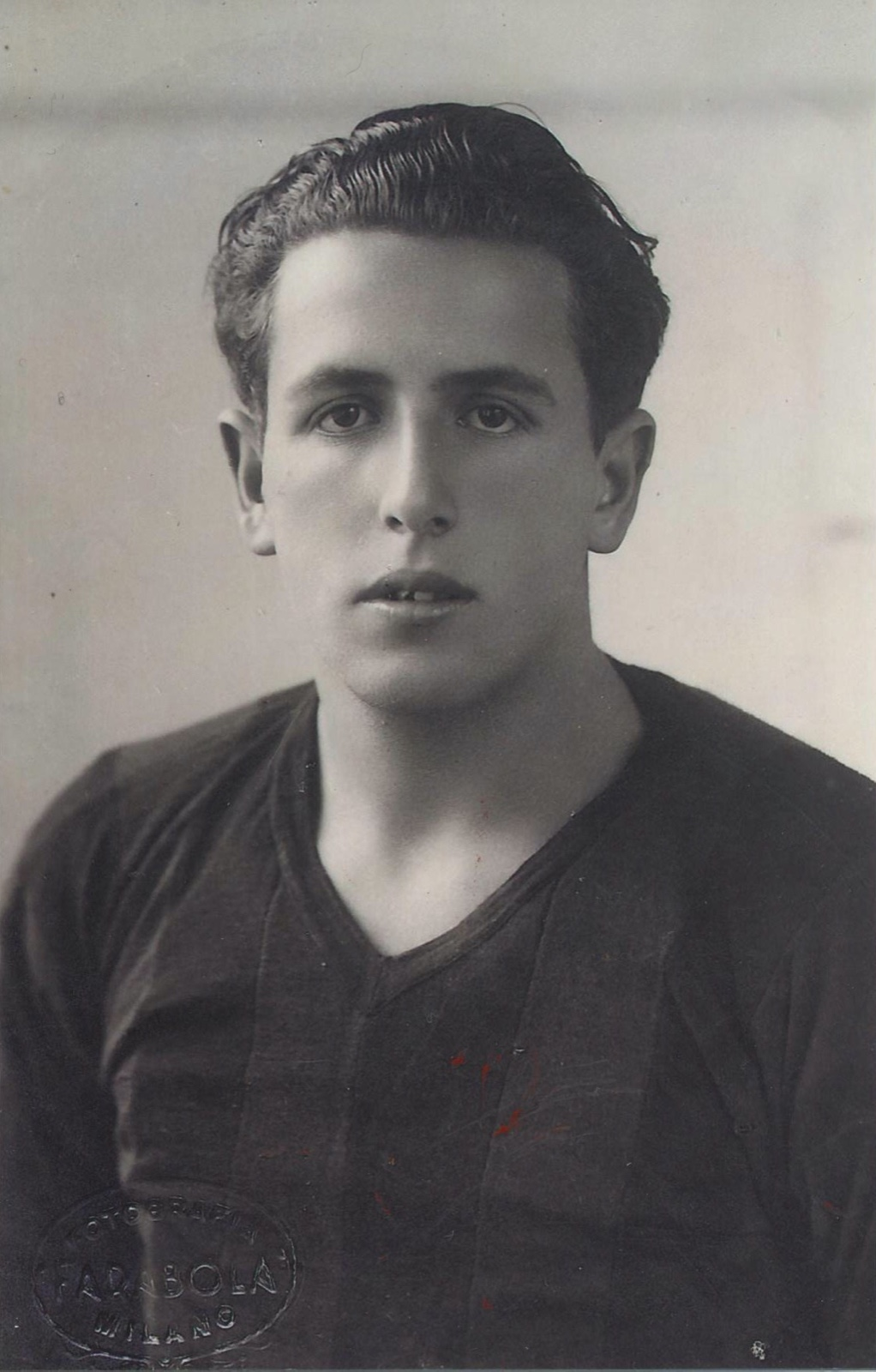
Renzo Pini, giocatore della Lucchese

Renzo Pini (Viareggio, 5 maggio 1919 – Viareggio, 9 novembre 1996) è stato un calciatore italiano, di ruolo attaccante.

## Caratteristiche tecniche
Giocò nel ruolo di ala sinistra.

## Carriera
Giocò in Serie A con la Lucchese.
Successivamente al 1948 ha giocato nello Spezia, allenato dal Dott.Scarabello, nel Sestri Levante e nell'Arsenalspezia.

## Biografia
Renzo Pini, calciatore italiano noto per la sua militanza nelle serie professionistiche italiane, è personaggio rilevante anche per la sua carriera nella Marina Militare. Laureato in giurisprudenza è abilitato alla professione di procuratore legale nel 1947.
La sua carriera comincia come Ufficiale di Complemento a Livorno nel ‘43, per poi subito essere chiamato a Trani come Comandante Superiore di Porto. Nei giorni successivi all’otto settembre, dopo che Badoglio annuncia l’armistizio tra l’Italia e gli Alleati, il Pini decide di opporsi all’ordine di andare al nord, comanda che tutti i natanti in porto muovano verso sud e lui stesso con un gruppo di militari attraversa le linee nemiche, va a meridione e raggiunge gli alleati.
Diventa tenente e viene chiamato alla divisione generale della Marina mercantile. Da Napoli va a Roma, da Viareggio passa a La Spezia, Porto Torres (in comando della Capitaneria di Porto), per poi andare a Cagliari, Napoli, Monfalcone, Genova, Venezia e ancora Genova. A Venezia è comandante in seconda della Capitaneria e Direzione Marittima mentre a Monfalcone è comandante del Compartimento Marittimo. Tra i suoi incarichi va annoverato quello di Commissario Governativo per la tutela degli emigranti, con vari viaggi in Sud America e Australia su transatlantici di varie nazionalità. A suggellare la sua carriera viene promosso al grado di Contrammiraglio. Da allora, con un po’ di ironia, è diventato famoso come l’Ammiraglio dal gol facile.